# Xilitolo ossidasi
La xilitolo ossidasi è un enzima appartenente alla classe delle ossidoreduttasi, che catalizza la seguente reazione:
xilitolo + O2 ⇄ xilosio + H2O2
L'enzima di Streptomyces sp. IKD472 è una ossidasi monomerica contenente una molecola di FAD per molecola di proteina. L'enzima ossida anche il D-sorbitolo.